# Bulgarien-Rundfahrt 1970
Die XX. Bulgarien-Rundfahrt war ein Straßenradrennen, das vom 30. September bis 10. Oktober 1970 stattfand. Sie führte mit zwölf Etappen über 1448 Kilometer. Gesamtsieger wurde der Niederländer Fedor den Hertog.

## Teilnehmer
Es nahmen 78 Fahrer an der Rundfahrt teil. Am Start waren je ein Team aus der DDR, Österreich, Dänemark, Italien, Polen, Rumänien, Frankreich, den Niederlanden, ČSSR, der Schweiz und Jugoslawien sowie zwei Teams aus dem Gastgeberland Bulgarien. Jede Mannschaft startete mit sechs Fahrern.

## Etappen
Die Rundfahrt sollte 13 Etappen umfassen. Aufgrund von Sturm und Regen fiel die siebente Etappe jedoch aus. Somit wurden insgesamt zwölf Etappen mit 1448 km ausgefahren.
Der Sieger jeder Etappe erhielt eine Zeitbonifikation von 60 Sekunden. Der Zweitplatzierte erhielt 30 Sekunden, der Drittplatzierte noch 15 Sekunden.

### 1. Etappe: Sofia – Wraza, 120 km
Die erste Etappe führte über 120 Kilometer auf einem bergigen Kurs von Sofia nach Wraza. Von Beginn an war die Etappe umkämpft. Besonders der Niederländer Fedor den Hertog setzte immer wieder Akzente. Eine Dreiergruppe mit den Hertog, Dieter Mickein sowie dem Italiener Pietro Poloni erreichte schließlich als erstes das Ziel. Mickein sicherte sich im Endspurt den Tagessieg vor Poloni. Die Niederländer übernahmen die Führung in der Mannschaftswertung.
|    | Fahrer             | Zeit       |
| -- | ------------------ | ---------- |
| 1. | Dieter Mickein     | 2:41:38 h  |
| 2. | Pietro Poloni      | + 0:30 min |
| 3. | Fedor den Hertog   | + 0:45 min |
| 4. | Matthijs de Koning | + 1:39 min |
| 5. | Dieter Voigtländer | + 1:44 min |

### 2. Etappe: Wraza – Slatina (Mannschaftszeitfahren), 48 km
Auf der zweiten Etappe stand ein Mannschaftszeitfahren auf dem Programm. Es führte über 48 km von Wraza nach Slatina. Auf dem bergreichen Kurs gewann das DDR-Sextett in 59:34 min. Da die Niederländer 1:17 Minuten einbüßten, übernahmen die DDR auch die Führung in der Mannschaftswertung.
|    | Mannschaft  | Zeit       |
| -- | ----------- | ---------- |
| 1. | DDR         | 59:34 h    |
| 2. | Italien     | + 0:48 min |
| 3. | Bulgarien   | + 1:11 min |
| 4. | Niederlande | + 1:17 min |

### 3. Etappe: Slatina – Treben, 62 km
Am gleichen Tag des Mannschaftszeitfahrens wurde die dritte Etappe über 62 km von Slatina nach Treben ausgefahren. Dieter Gonschorek setzte sich kurz vor dem Ziel von einer vierköpfigen Spitzengruppe ab und gewann die Etappe mit fünf Sekunden Vorsprung. Die anderen drei Fahrer wurden noch vom Feld geschluckt. Dieter Mickein sicherte sich den dritten Platz und verteidigte somit sein Gesamtführung.
|    | Fahrer            | Zeit       |
| -- | ----------------- | ---------- |
| 1. | Dieter Gonschorek | 1:23:07 h  |
| 2. | Ongorato          | + 0:35 min |
| 3. | Dieter Mickein    | + 0:50 min |
| 4. | Manfred Dähne     | + 1:05 min |
| 5. | Nogeut            |            |

### 4. Etappe: Plewen – Gabrowo, 105 km
Auf der vierten Etappe über 105 km von Plewen nach Gabrowo hatten die Fahrer mit kaltem Wind und anhaltendem Regen zu kämpfen. Die Niederländer griffen die Gesamtwertung an und es bildete sich eine Führungsgruppe. Aus dieser Gruppe heraus konnte Dieter Gonschorek seinen Vortageserfolg wiederholen. Auf den Plätzen folgten Fedor den Hertog und der Däne Markuse. Da Dieter Mickein mit über zwei Minuten Rückstand (inklusive Zeitbonifikation) im Hauptfeld das Ziel erreichte, übernahm den Hertog das Gelbe Trikot. Die Führung in der Mannschaftswertung wechselte ebenfalls – die DDR verlor sie knapp an die Niederlande.
|    | Fahrer            | Zeit       |
| -- | ----------------- | ---------- |
| 1. | Dieter Gonschorek | 2:27:49 h  |
| 2. | Fedor den Hertog  | + 0:34 min |
| 3. | Markuse           | + 0:50 min |
| 4. | Palka             | + 1:15 min |
| 5. | Kulper            | + 1:18 min |

### 5. Etappe: nach Rasgrad, 157 km
Den Sieg auf der fünfte Etappe nach Rasgrad über 157 km sicherte sich der Niederländer de Koning. Er hatte zusammen mit Nogeut und Poloni über zwei Minuten Vorsprung vor dem 40 Fahrer umfassenden Hauptfeld herausgefahren.
|    | Fahrer             | Zeit       |
| -- | ------------------ | ---------- |
| 1. | Matthijs de Koning | 3:46:23 h  |
| 2. | Nogeut             | + 0:30 min |
| 3. | Poloni             | + 0:48 min |
| 4. | Oosterhof          | + 3:27 min |

### 6. Etappe: nach Tolbuchin 160 km
Die sechste Etappe führte nach Tolbuchin über 160 km und war laut DDR-Trainer Bernd Barleben "die wohl härteste Etappe dieser Rundfahrt". Sie war geprägt von Regen, Kälte und einem schweren Streckenprofil. Es siegte der Italiener Ongorato vor Kowalczuk aus Polen und Oosterhof.
|    | Fahrer           | Zeit       |
| -- | ---------------- | ---------- |
| 1. | Ongorato         | 3:51:52 h  |
| 2. | Kowalczuk        | + 0:30 min |
| 3. | Oosterhof        | + 0:45 min |
| 4. | Fedor den Hertog |            |
| 5. | Tanew            | + 3:24 min |

### 7. Etappe
Nach einem Ruhetag, war für die siebente Etappe ein Einzelzeitfahren in Burgas geplant. Auf Grund von Sturm und Regen wurde dies jedoch abgesagt.

### 8. Etappe: Warna – Burgas, 140 km
Die achte Etappe führte über 140 km von Warna nach Burgas. Trotz hartem Kantenwind erreichte das Feld geschlossen das Ziel. Der Italiener Ongorato sicherte sich im Spurt den Sieg vor Dieter Gonschorek aus der DDR. Durch die Zeitgutschrift rückte Ongorato auf Platz zwei der Gesamtwertung vor.
|    | Fahrer            | Zeit       |
| -- | ----------------- | ---------- |
| 1. | Ongorato          | 3:21:12 h  |
| 2. | Dieter Gonschorek | + 0:30 min |

### 9. Etappe: Burgas – Sliwen, 112 km
Die erste Etappe dieses Fahrtages führte über 112 km von Burgas nach Sliwen. Der Pole Kowalczuk setzte sich im Sprint gegen Tabak aus den Niederlanden und seinen Landsmann Stachura durch. Durch den Sieg verbesserte sich Kowalczuk auf den dritten Platz in der Gesamteinzelwertung.
|    | Fahrer      | Zeit       |
| -- | ----------- | ---------- |
| 1. | Kowalczuk   | 2:47:39 h  |
| 2. | Tabak       | + 0:30 min |
| 3. | Stachura    | + 0:45 min |
| 4. | Giacomini   | + 1:00 min |
| 5. | Mitteregger | + 1:00 min |

### 10. Etappe: Sliwen – Stara Sagora, 68 km
Die insgesamt zehnte Etappe, und gleichzeitig zweite dieses Fahrtages, war 68 km lang und führte von Sliwen nach Stara Sagora. Mit dem Jugoslawen Cubric siegte der älteste Fahrer im Feld. Auf den Plätzen folgten Manfred Dähne aus der DDR und Dimow aus Bulgarien.
|    | Fahrer        | Zeit       |
| -- | ------------- | ---------- |
| 1. | Cubric        | 1:34:57 h  |
| 2. | Manfred Dähne | + 0:32 min |
| 3. | Dimow         | + 0:47 min |
| 4. | Kuiper        | + 1:02 min |
| 5. | Markusen      | + 2:32 min |

### 11. Etappe: Stara Sagora – Plowdiw
Die elfte Etappe führte von Stara Sagora nach Plowdiw. Als erstes erreichte eine neunköpfige Spitzengruppe das Ziel. Zu ihr gehörten zwei Niederländer, zwei Italiener, ein Tschechoslowake, Sawtschew aus Bulgarien sowie Dieter Mickein, Dieter Gonschorek und Dieter Voigtländer aus der DDR. Der Italiener Berletto zog kurz von dem Ziel davon. Mickein und Gonschorek stellten nach und erreichten ihn wieder. Gonschorek machte schließlich für Mickein Platz und überließ ihm somit den Etappensieg und die höhere Zeitgutschrift für die Gesamtwertung.
|    | Fahrer            | Zeit       |
| -- | ----------------- | ---------- |
| 1. | Dieter Mickein    | 3:55:46 h  |
| 2. | Dieter Gonschorek | + 0:30 min |
| 3. | Berletto          | + 0:45 min |
| 4. | Sawtschew         | + 1:02 min |
| 5. | Giacomini         | + 1:04 min |

### 12. Etappe: Pasardschik – Blagoewgrad, 161 km
Auf der zwölften Etappe ging es über 161 km von Pasardschik nach Blagoewgrad. Zu meistern war unter anderem ein 13 km langer Aufstieg nach Borowez mit über zehn Prozent Steigung. Aus einer Führungsgruppe heraus, siegte der Schweizer Kammermann vor dem Franzosen Roques und dem Niederländer Tabak. Die DDR war nur mit zwei Fahrern in der Führungsgruppe vertreten und musste somit den zweiten Platz in der Mannschaftswertung an Bulgarien abtreten.
|    | Fahrer     | Zeit      |
| -- | ---------- | --------- |
| 1. | Kammermann | 3:48:17 h |
| 2. | Roques     |           |
| 3. | Tabak      |           |

### 13. Etappe: nach Sofia, 162 km
Die letzte Etappe dieser Rundfahrt führte über 162 km nach Sofia. Dieter Gonschorek siegte im Spurt und rückte durch die Zeitbonifikation noch auf den zweiten Platz in der Gesamtwertung vor.

## Gesamtwertungen

### Gelbes Trikot (Einzelwertung)
Während der Rundfahrt gab es zwei Träger des Gelben Trikots – Dieter Mickein aus der DDR trug es drei Etappen, der Niederländer Fedor den Hertog achtmal. Den Hertog hatte das Trikot nach der vierten Etappe übernommen und bis Sofia verteidigt. Er sicherte sich den Gesamtsieg mit 2:26 Minuten Vorsprung vor Dieter Gonschorek. Dieter Mickein erreichte den dritten Platz.
| Platz | Name              | Zeit       |
| ----- | ----------------- | ---------- |
| 1.    | Fedor den Hertog  | 34:25:20 h |
| 2.    | Dieter Gonschorek | + 2:26 min |
| 3.    | Dieter Mickein    |            |
| 4.    | de Koning         | + 3:09 min |
| 5.    | Kowalczuk         | + 4:56 min |
| 6.    | Poloni            | + 5:00 min |

### Mannschaft
Das Team der Niederlande sicherte sich die Mannschaftswertung mit über 17 Minuten Vorsprung vor Bulgarien und der DDR. Die Niederlande hatte die Führung auf der ersten Etappe erobert, auf der zweiten an die DDR verloren, nach der vierten Etappe wieder übernommen und bis zum Rundfahrtende verteidigt.
| Platz | Mannschaft       | Punkte      |
| ----- | ---------------- | ----------- |
| 1.    | Niederlande      | 104:29:20 h |
| 2.    | Bulgarien        | + 17:32 min |
| 3.    | DDR              | + 17:38 min |
| 4.    | Dänemark         | + 20:18 min |
| 5.    | Italien          | + 26:44 min |
| 6.    | Polen            | + 33:55 min |
| 7.    | Frankreich       | + 45:19 min |
| 8.    | Tschechoslowakei | + 48:55 min |